# Műszer Automatika Kft.
A Műszer Automatika Kft. független gyártó és szolgáltató társaság Közép-Kelet Európában a vasúti biztosító és az ipari biztonságtechnikai berendezések piacán. A folyamatos innovációs, kutatási és fejlesztési tevékenység eredményeképpen a cégcsoport több területen is piacvezető szerepet tölt be Magyarországon.
A cég elsősorban a vasúti biztosítóberendezési szakterületen folytat fejlesztői és gyártói tevékenységet (állomási biztosítóberendezések, útátjáró fedező berendezések, váltóhajtóművek, LED fényforrások és számtalan biztosítóberendezési készülék).

## Története
A Műszer Automatika Kisszövetkezet 1982-ben kezdte el üzleti tevékenységét 16 fővel Érden a Pest Megyei KISZÖV (Pest Megyei Iparszövetség) és az OKISZ szervezetek tagjaként. Alapítója a Jedlik Ányos-díjas Horváth József a Vállalkozók és Munkáltatók Országos Szövetségének társalapítója, valamint a Pest Megyei Iparszövetség elnökségi tagja. Évtizedek alatt a cég egy kisszövetkezetből erős, több, mint száz főt foglalkoztató cégcsoporttá vált. 

## A Műszer Automatika cégcsoport
A vállalatcsoport jelenleg öt magyar és két külföldi leányvállalatból áll.

## Díjai, elismerései
- a Nemzetgazdasági Minisztérium Ipari Innovációs Díja (2010)[4]
- Magyar Brands elismerés 2012-ben[5]

## Vasúti iparág

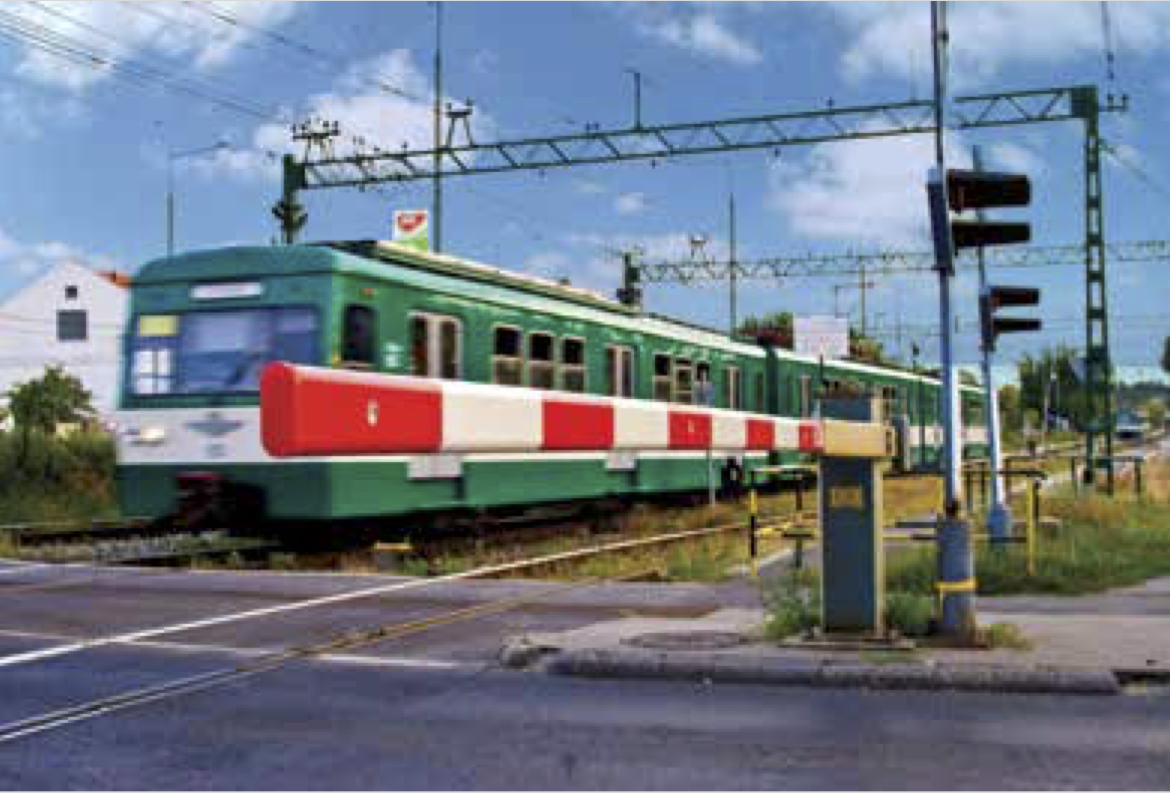
Egy HSH-03 sorompóhajtómű a BKV-HÉV Cinkota állomásán

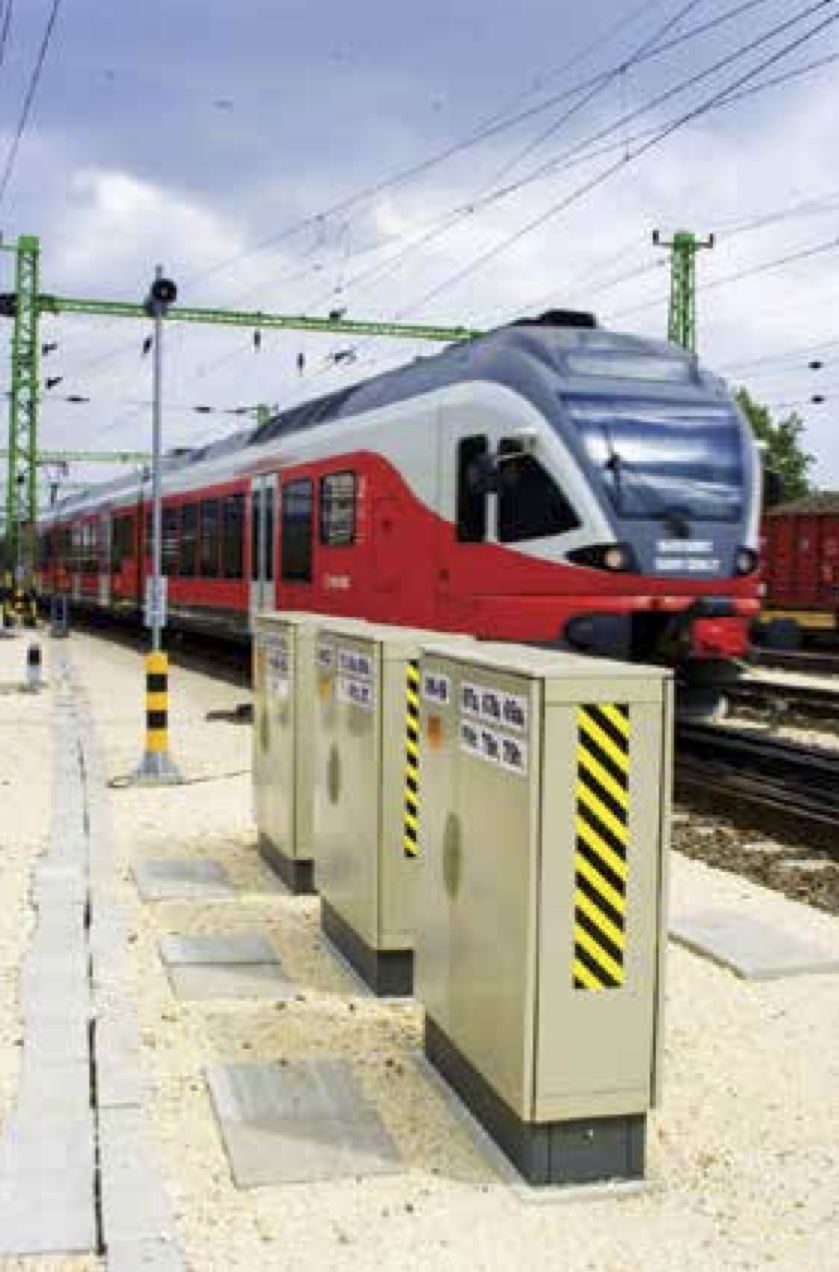
Váltófűtés vezérlő- és kapcsolószekrények Kelenföld állomáson

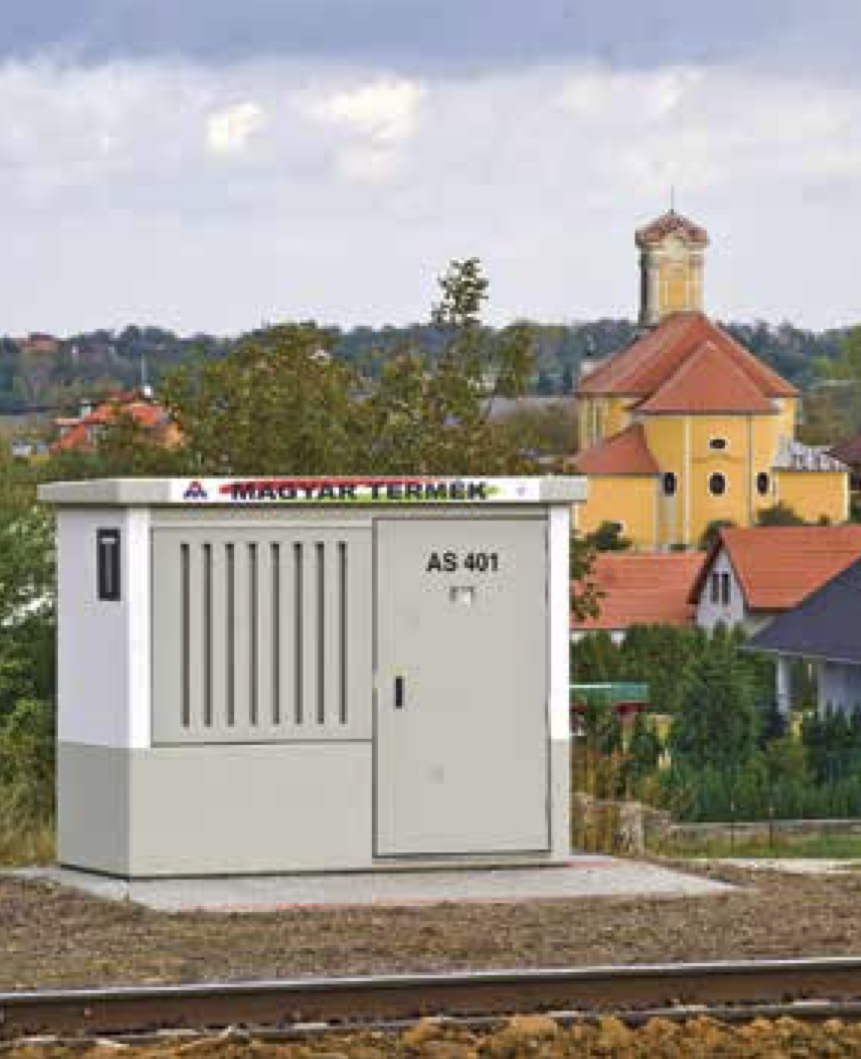
Egy UTB-M1 berendezés a GYSEV vonalán, Kópházán

A cég fő tevékenysége a vasút üzemeltetéséhez elengedhetetlen berendezések fejlesztése, gyártása, mint például útátjáró-biztosító berendezés, villamos felsővezetéki távvezérlő és al-állomási vezérlő rendszerek, villamos váltófűtő rendszerek, biztosítóberendezési áramellátó rendszerek, illetve jármű fedélzeti berendezések.

### Mérnöki tevékenység
A cégben rendelkezésre álló jogosultságok a Magyar Mérnöki Kamara besorolása szerint:
- Vasútépítő projektmenedzser
- Vasútvillamossági építmények építése, szerelése felelős műszaki vezető
- Vasúti távközlés építés, szerelés felelős műszaki vezető
- Közlekedési sajátos építmények építése műszaki ellenőr
- Villamosmérnök tervező (vasútvillamosság, vasúti biztosítóberendezések, épületvillamosság)
- Épületvillamossági szakértő
- Közlekedési szakértő

## Gáz- és oldószergőz érzékelők

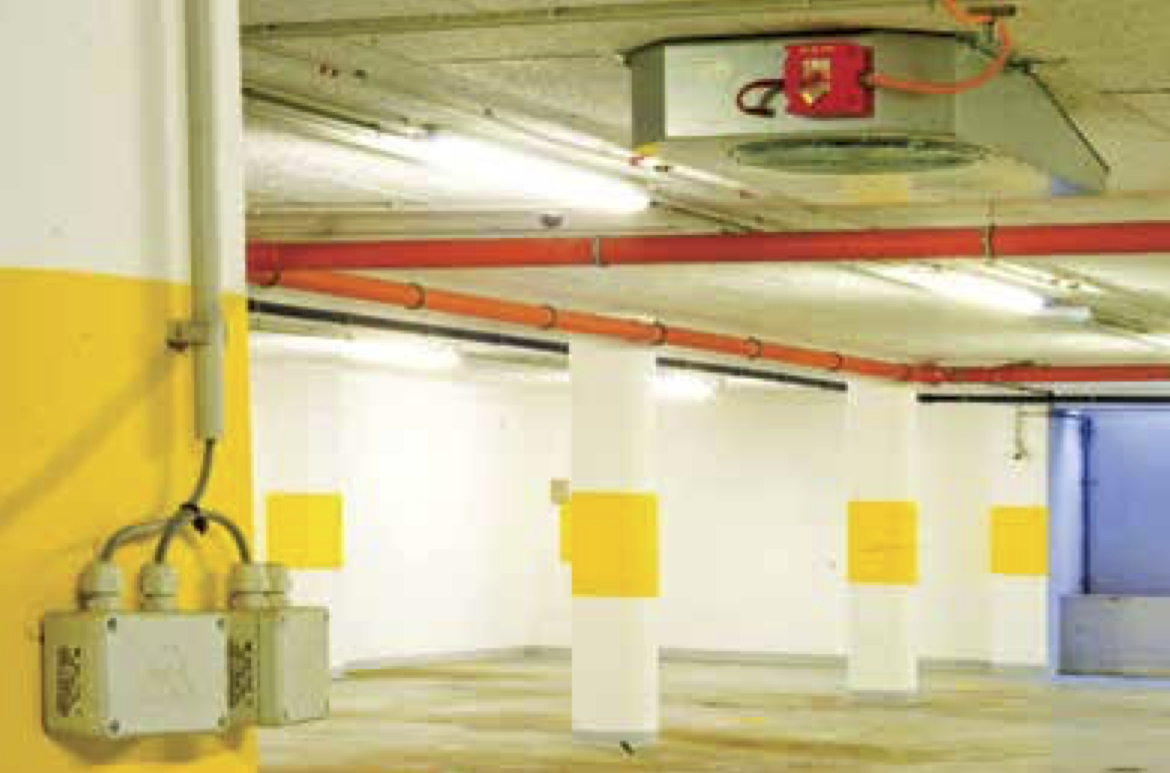
Integrált garázs gázérzékelő, tűzjelző és kényszerszellőztető rendszer mélygarázsban

A vállalat gáz- és oldószergőz érzékelői az alábbi területeken kerülnek felhasználásra:
- Kazánházak
- Hűtőházak
- Parkolóházak
- Alagutak
- Bányák
- Vegyipari gyárak

és további minden olyan ipari létesítmény, ahol toxikus, esetleg robbanásveszélyes gázszivárgás vagy oldószergőz megjelenése elképzelhető.

## Partnerek/munkák
- BKV Zrt.
- BKK Zrt.
- MÁV Zrt.
- Nemzeti Infrastruktúra-fejlesztő Zrt. — A Sopron-Szombathely-Szentgotthárd vasútvonal fejlesztése projekten belül a mintegy 120 km hosszú szakaszon 33 db új, vonali, elektronikus sorompó tervezése, kivitelezése és 21 db meglévő, vonali, jelfogós sorompóberendezés átalakításának tervezése, kivitelezése.

Budapest–Murakeresztúr-vasútvonal fejlesztése projekten belül váltófűtés tervezése.
- Budapest Főváros Polgármesteri hivatala / Közlekedés Kft. — Csepeli Gerincút projekt, vasúti bejelentkező végberendezés
- Pro Urbe Kft.
- STRABAG Zrt. — A budapesti 4-es metróvonal fejlesztése – felszíni rendezési projektek; BKV Körtér áramátalakító tervezése és kivitelezése, irányítástechnika, távadók, szekunder védelem, diszpécser központi illesztés.
- Colas Zrt. — Miskolc városi villamosvasút fejlesztése – MVK Zrt. részére villamos áramátalakítók távvezérlése 5 db. áramátalakító távvezérlésének kialakítása, védelmek paraméterezése diszpécserközponti programrendszer elkészítése telepítése.
- TEN-T Zrt. — Budapest Szíve Program – BKV Deák tér. Mexikói út, Fehérvári út, Széll Kálmán tér villamos végállomási indító berendezés tervezése és kivitelezése, valamint Kossuth Lajos tér, Bihari út, Lánchíd budai hídfő villamos fedezőjelző
- MATÁV Rt. — A Matáv Rt. 17 db budapesti telefonközpontjában a kábelfogadó istolyok és kapcsolódó légterek földgázrobbanás elleni védelmének megvalósítása, jelzési vezérlési és távjelzési feladatok megoldása.
- Jet-Vill Kft. — A Zwack Unicum Zrt. érlelő pincéjének etilalkohol-gőz érzékelése, jelzési és beavatkozás vezérlési feladatok megvalósítása
- Pick Szeged Zrt. — A Pick Szeged Zrt. húsfeldolgozó üzemeiben, a hűtőközegként használt ammónia érzékelése
- Paksi Atomerőmű Zrt. — Az atomerőmű nukleáris-üzemanyag tároló helyiségének a nukleáris üzemanyag tisztítása során a légtérbe kerülő etilalkohol-gőz által okozott robbanásveszély megelőzése
- Dunamenti Erőmű Zrt. — A Dunamenti Erőmű Zrt. különböző segédüzemi területein hidrogén, szén-dioxid és sósavgőz érzékelő rendszerek, tervezése, telepítése
- Audi Hungária Motor Kft. — Az Audi Hungária Motor Kft. győri autógyárában, a nitráló üzem légterében megjelenő szén-dioxid, oxigén, metán, ammónia anyagok érzékelése, kapcsolódó jelző, valamint beavatkozó rendszerek kialakítása
- Republic of Iraq Ministry of Transportation Iraqi Republic Railways Company — A Hammam Alil - Saboniya 120 km/h sebességre tervezett kétvágányú vasútvonal tervezése, valamint a Kirkuk - Szulejmánijja vasútvonal 120 km hosszú, 200 km/h sebességre alkalmas, kétvágányú kialakítást lehetővé tevő vasútvonal és a kapcsolódó iparvágányok tenderterve

## MANTI® CERAMIC

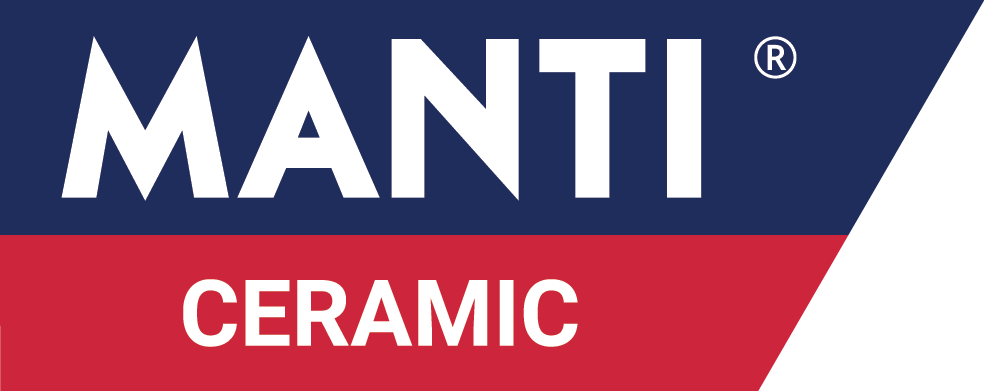
A MANTI® vékonyréteg hővédő bevonatok emblémája

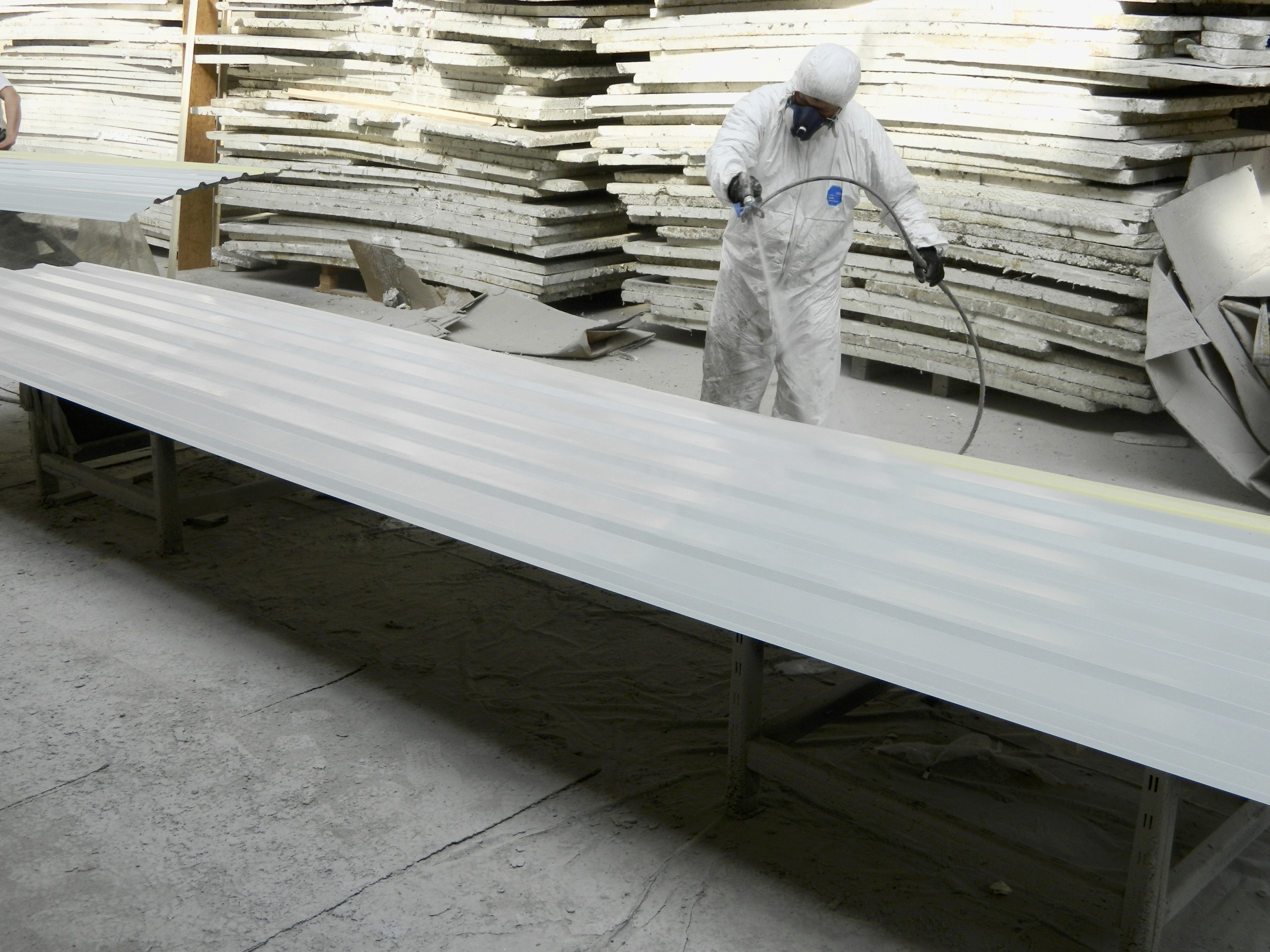
MANTI® CERAMIC bevonat felvitele acél hullámlemezre

A MANTI® CERAMIC termékcsalád a Műszer Automatika Cégcsoport saját fejlesztése. A termékcsalád rendeltetése, hogy a hagyományos hővédelmi megoldásoktól eltérően, újszerű, innovatív módon legyen képes teljesíteni a különböző hővédelmi feladatokat. A bevonat mikroméretű kerámiagömböket tartalmaz, ezek szuszpenzióját egy szerves bázisú műgyanta használatával valósítják meg. A kerámiabuborékok rendkívül alacsony hővezető képességének, valamint apró méretüknek köszönhető, hogy a termék alkalmazásával már 1-1,5mm vastagságban is jelentős energiamegtakarítás érhető el épülethomlokzatok esetén.
A MANTI® CERAMIC bevonat hővezetési tényezője:  λ =  0,0019 W/m·K

### Alkalmazás
A MANTI® CERAMIC bevonatok könnyen felhordhatóak, fehér színű szuszpenziót alkotnak. A száradás után pedig törtfehér színű, repedésmentes, öntisztuló, dekoratív réteget képeznek. A bevonat hőtechnikai tulajdonságait nem csak annak összetétele, hanem a felhordás minősége is nagymértékben befolyásolja. A szakszerűtlenül felvitt bevonat egyenetlen, nem képez állandó struktúrájú réteget. A rossz minőségben felhordott rétegek változó hőtechnikai jellemzői jelentősen rontják a bevonat hatásfokát.
A kivitelezés során az előkészített, por- és zsírmentes alapfelületre a hordozó típusától függően eltérő rétegvastagságú alapozóréteg kerül felhordásra. Az alapozórétegre több rétegben, meghatározott vastagsággal kerülnek fel a közbenső rétegek, amiket egy záróréteg követ. Minden réteg előre meghatározott vastagságban kerül felvitelre. A kivitelezés air-less szóróberendezéssel történik. MANTI® CERAMIC termékekkel kivitelezést csak a Műszer Automatika Kft.-vel szerződött és a Műszer Automatika Kft. által oktatott kivitelezők végezhetnek

## Cell-Modul

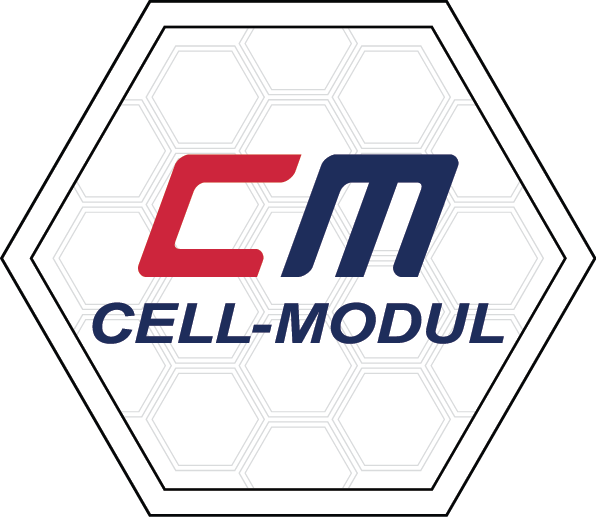
A Cell-Modul Kft. emblémája

A Cell-Modul Üzletberendézeseket Gyártó Kft. 2012 óta a Műszer Automatika Cégcsoport tagja, fő tevékenységi körét modul rendszerű, variálható üzletberendezések gyártása és forgalmazása illetve irodai, pénzintézeti, vendéglátó-ipari és egyéb lakberendezési bútorok készítése határozza meg. A cég székhelye Celldömölkön található.

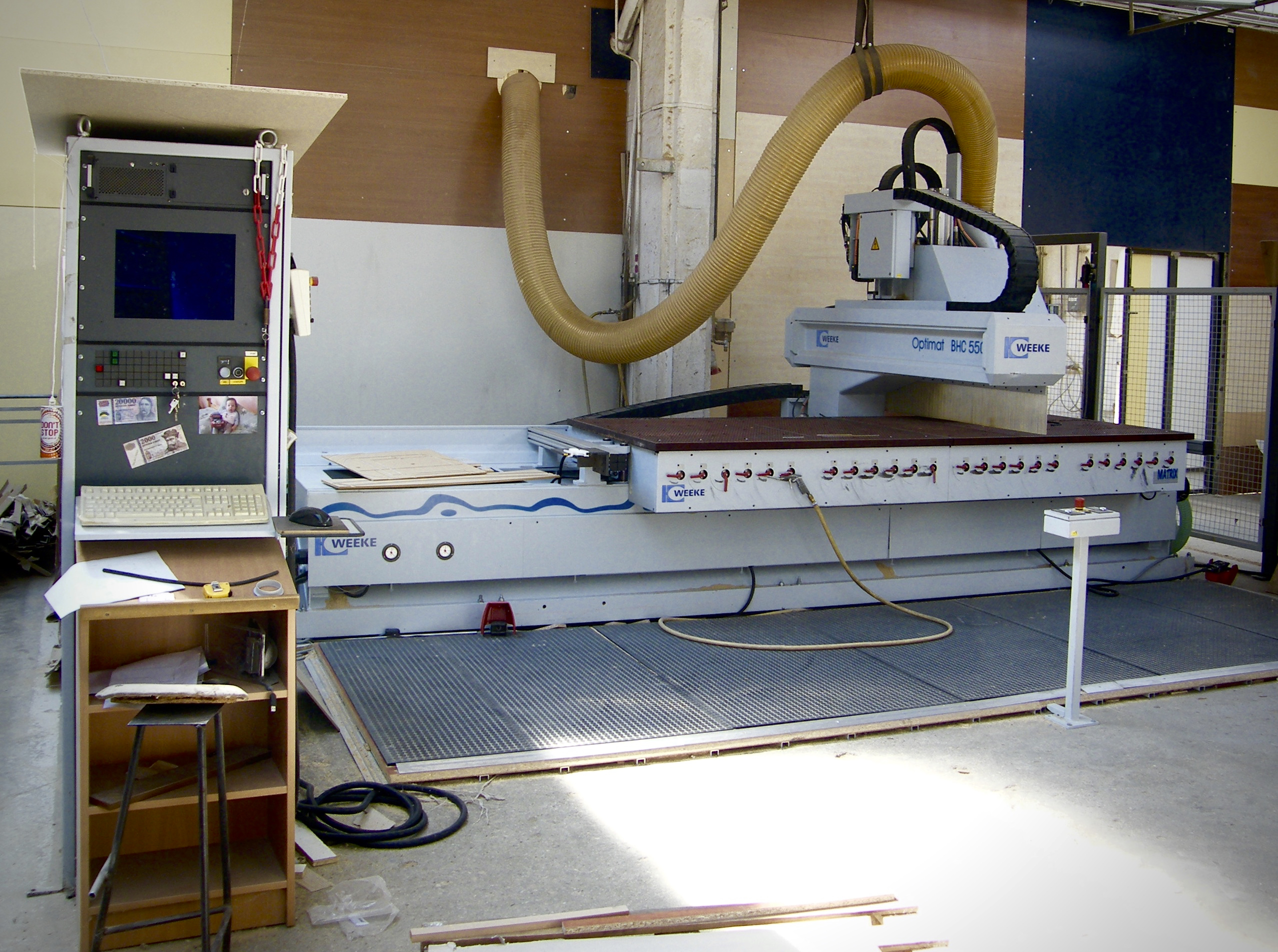
CNC faipari megmunkálóközpont Celldömölkön

Rendelkezésre álló termelő eszközök, gépek, berendezések a gyárban:
- GIBEN MK AST típusú táblafelosztó gép
- HEBROCK AKV 3005DK-F élmegmunkáló gép
- WEEKE BHC 550 faipari megmunkáló központ (CNC)
- Faipari alapgépek: Sorozatfúrógépek, asztalos marógépek, egyengető- és vastagoló gyalugép, szalagfűrész, csiszológépek, körfűrészgépek, felsőmarógép
- Kontakt csiszológép
- Hőprés 3000x1300 mm-es asztallal
- Egyedi kivitelezésű felsőpályás porszóró berendezés, WAGNER kabinokkal és pisztolyokkal
- Szárazleválasztású faipari festő
- Excenter prések 10-250 t közötti nyomóerővel
- Élhajlító gépek
- Hidralikus lemezolló
- Eszterga- és marógépek
- Villamos ívhegesztők, CO hegesztők, AWI hegesztőgépek
- Állványos ponthegesztő gépek
- A présgépekhez több különböző modul és egyedi termék teljes szerszámkészlete
- A folyamatos termeléshez szükséges kézi szerszámok

## Tevékenység a világban

### Afrika
- Dél-Afrika
- Egyiptom
- Szudán

### Amerika
- Amerikai Egyesült Államok
- Brazília

### Ázsia
- Irak
- Kazahsztán
- Mongólia
- Srí Lanka
- Törökország

### Európa
- Ausztria
- Bosznia-Hercegovina
- Franciaország
- Horvátország
- Németország
- Románia
- Olaszország
- Oroszország
- Spanyolország
- Svájc
- Szlovénia
- Ukrajna

## Támogatások

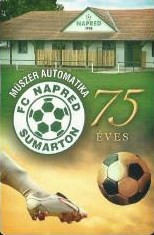
Műszer Automatika-FC Napred címer

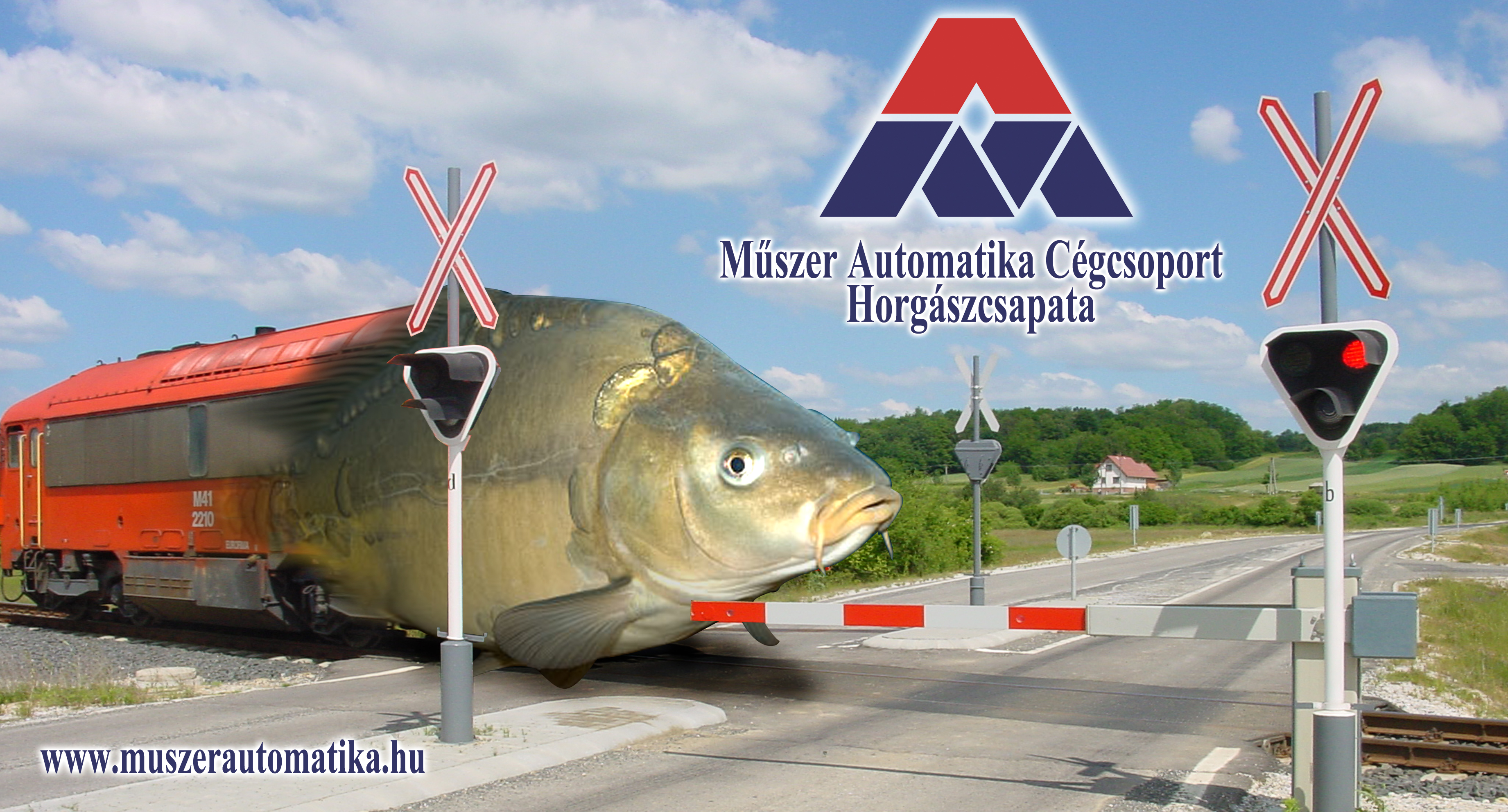
Műszer Automatika Carp Team

### Futballcsapat
A Műszer Automatika Kft. hivatalosan támogatja az 1938-ban alapított tótszentmártoni futballcsapatot, mai nevén a Műszer Automatika-FC Napredet.

### Horgászcsapat
A vállalat hivatalos szponzora a Műszer Automatika Carp Team sporthorgász csapatnak 2015 óta.

### Rally csapat

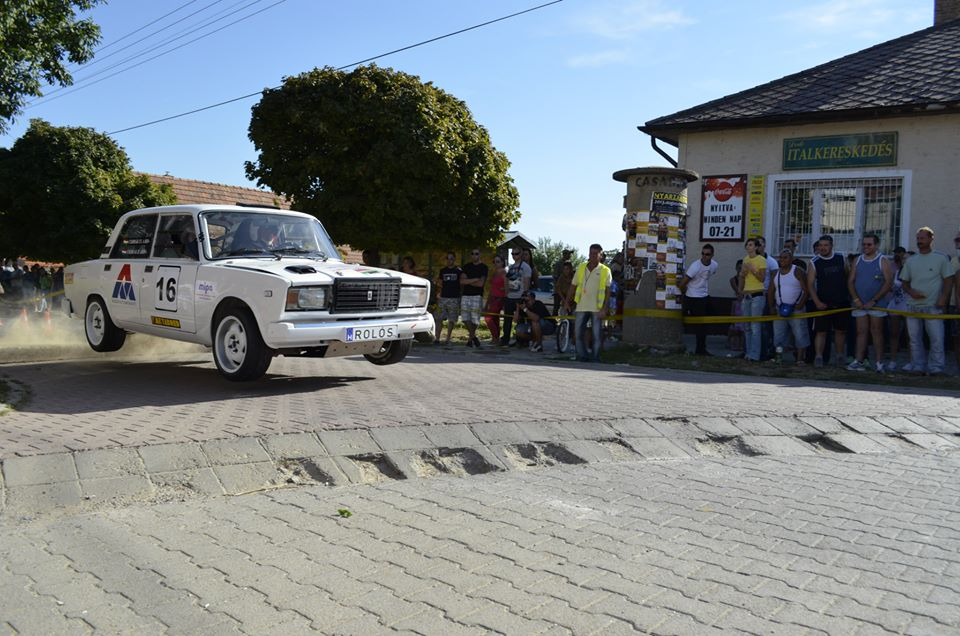
Csibrák Rally Team

A Műszer Automatika Cégcsoport hivatalos támogatója a Csibrák Rally Team amatőr magyar rally csapatnak 2013 óta. A csapat a 2014. éves MARB északi régió Lada kupán az 1600 cm³-es kategóriában 3. helyezést ért el. 

A csapat tagjai:
- Csibrák Csaba
- Csibrák Zoltán
- Csibrák Zsolt (szerviz)